# RFC Tilleur
Az RFC Tilleur egy belga labdarúgócsapat Saint-Nicolas városában. Az egyesület labdarúgó-szakosztályát 1899-ben alapították. A klub ötször nyerte meg a másodosztályt és ezenkívül még kétszer jutott fel a Jupiler League-be.

## Sikerei, díjai
Challenge League
- Feljutó (7): 1919–20, 1924–25, 1927–28, 1932–33, 1938–39, 1947–48, 1963–64

## Fordítás
Ez a szócikk részben vagy egészben  a   R.F.C. Tilleur című angol Wikipédia-szócikk fordításán alapul.  Az eredeti cikk szerkesztőit annak laptörténete sorolja fel. Ez a jelzés csupán a megfogalmazás eredetét és a szerzői jogokat jelzi, nem szolgál a cikkben szereplő információk forrásmegjelöléseként.